# Zuid-Koreaanse voetbalbeker
De beker van Zuid-Korea is het nationale voetbalbekertoernooi van Zuid-Korea en wordt sinds 1996 georganiseerd door de Zuid-Koreaanse voetbalbond.
Aan het toernooi nemen de clubs uit de K-League, de National League en gekwalificeerde amateur- en universiteitteams deel. De winnaar kwalificeert zich tegenwoordig voor de AFC Champions League, voorheen voor de Aziatische beker voor bekerwinnaars.

## Opzet
1996-2005
Het bekertoernooi werd na afloop van de K-League in kort tijdsbestek gespeeld middels het knock-outsysteem over één wedstrijd per confrontatie op neutraal terrein.
2006-heden
De speeldata werd over het gehele jaar verspreid. Het knock-outsysteem over één wedstrijd per confrontatie bleef gehandhaafd. Wedstrijden kunnen zowel op eigen terrein van een van de clubs als op neutraal terrein gespeeld worden (meestal in de eindfase van het toernooi).

## Finales
| Seizoen | Winnaar                 | Uitslag      | Finalist                    |
| ------- | ----------------------- | ------------ | --------------------------- |
| 1996    | Pohang Atoms            | 0-0 ns (7-6) | Suwon Samsung Bluewings     |
| 1997    | Chunnam Dragons         | 1-0          | Seongnam Ilhwa Chunma       |
| 1998    | Anyang LG Cheetahs      | 2-1          | Ulsan Hyundai Horangi       |
| 1999    | Seongnam Ilhwa Chunma   | 3-0          | Jeonbuk Hyundai Dinos       |
| 2000    | Jeonbuk Hyundai Motors  | 2-0          | Seongnam Ilhwa Chunma       |
| 2001    | Daejeon Citizen         | 1-0          | Pohang Steelers             |
| 2002    | Suwon Samsung Bluewings | 1-0          | Pohang Steelers             |
| 2003    | Jeonbuk Hyundai Motors  | 2-2 ns (4-2) | Chunnam Dragons             |
| 2004    | Busan I'cons            | 1-1 ns (4-3) | Bucheon SK                  |
| 2005    | Jeonbuk Hyundai Motors  | 1-0          | Ulsan Hyundai Mipo Dockyard |
| 2006    | Chunnam Dragons         | 2-0          | Suwon Samsung Bluewings     |

| Seizoen | Winnaar                 | Uitslag            | Finalist                |
| ------- | ----------------------- | ------------------ | ----------------------- |
| 2007    | Chunnam Dragons         | 3-2, 3-1           | Pohang Steelers         |
| 2008    | Pohang Steelers         | 2-0                | Gyeongnam FC            |
| 2009    | Suwon Samsung Bluewings | 1-1 ns (4-2)       | Seongnam Ilhwa Chunma   |
| 2010    | Suwon Samsung Bluewings | 1-0                | Busan I'Park            |
| 2011    | Seongnam Ilhwa Chunma   | 1-0                | Suwon Samsung Bluewings |
| 2012    | Pohang Steelers         | 1-0 nv             | Gyeongnam FC            |
| 2013    | Pohang Steelers         | 1-1 ns (4-3)       | Jeonbuk Hyundai Motors  |
| 2014    | Seongnam FC             | 0-0 ns (4-2)       | FC Seoul                |
| 2015    | FC Seoul                | 3-1                | Incheon United FC       |
| 2016    | Suwon Samsung Bluewings | 2-1, 1-2 ns (10-9) | FC Seoul                |

### Prestaties per club
| Club                                                         | BW | F | Bekerwinnaar in:       | Finalist in:     |
| ------------------------------------------------------------ | -- | - | ---------------------- | ---------------- |
| Pohang Steelers inclusief Pohang Atoms                       | 4  | 3 | 1996, 2008, 2012, 2013 | 2001, 2002, 2007 |
| Suwon Samsung Bluewings                                      | 4  | 3 | 2002, 2009, 2010, 2016 | 1996, 2006, 2011 |
| Jeonbuk Hyundai Motors inclusief Jeonbuk Hyundai Dinos       | 3  | 2 | 2000, 2003, 2005       | 1999, 2013       |
| Chunnam Dragons                                              | 3  | 1 | 1997, 2006, 2007       | 2003             |
| Seongnam FC inclusief Seongnam Ilhwa Chunma                  | 3  | 3 | 1999, 2011, 2014       | 1997, 2000, 2009 |
| Busan I'Park inclusief Busan I'cons                          | 1  | 1 | 2004                   | 2010             |
| FC Seoul inclusief Anyang LG Cheetahs                        | 2  | 2 | 1998, 2015             | 2014, 2016       |
| Daejeon Citizen                                              | 1  | 0 | 2001                   |                  |
| Gyeongnam FC                                                 | 0  | 2 |                        | 2008, 2012       |
| Ulsan Hyundai Horangi nu Ulsan Hyundai FC                    | 0  | 1 |                        | 1998             |
| Bucheon SK nu Jeju United FC                                 | 0  | 1 |                        | 2004             |
| Ulsan Hyundai Mipo Dockyard nu Ulsan Hyundai Mipo Dolphin FC | 0  | 1 |                        | 2005             |
| Incheon United FC                                            | 0  | 1 |                        | 2015             |